# Disney Deluxe
Disney Deluxe (ディズニーデラックス?) fue un servicio streaming de video por suscripción japonés propiedad y operado por Walt Disney Japan y NTT DoCoMo.

## Descripción general
El 7 de marzo de 2019, Walt Disney Japón y NTT DoCoMo anunciaron que lanzarían un servicio de streaming de video llamado Disney Deluxe el 26 de marzo. El servicio ofrecía contenido de video de cuatro de las marcas propiedad de Disney: Disney, Pixar, Star Wars y Marvel. y la tarifa de suscripción mensual era de 756 yenes.
The Walt Disney Company había planeado lanzar su servicio de streaming Disney+ en la segunda mitad del año, pero Tony Ellison, vicepresidente y director general de Walt Disney Japón, afirmó que «Disney Deluxe» era un servicio independiente de Disney+ y nació de una relación especial con DoCoMo. Luke Kang, director general de Walt Disney Company para el norte de Asia, también dijo: «Reconocemos a Japón como un mercado especial y hemos adoptado un enfoque especial para Japón. En ese contexto, presentamos Disney Deluxe».
Además de los navegadores web, las aplicaciones de Android e iOS, Disney Deluxe también era compatible con televisores equipados con Android TV, Amazon Fire TV, Apple TV y Chromecast. La calidad de video más alta disponible para transmisión fue Full HD. Para suscribirse, los usuarios debían tener una cuenta de servicio web de DoCoMo llamada «d-account».
El 10 de abril de 2019, Disney anunció que Han Solo: una historia de Star Wars, que se estrenó en Japón el 29 de junio del año anterior, sería la primera película nueva disponible en Disney Deluxe, y la transmisión comenzando el 17 de abril.
El 7 de agosto de 2019, Disney anunció que la película original de Disney Channel Descendants 3 estaría disponible para transmisión en Disney Deluxe el 13 de septiembre en Japón antes de su primera transmisión en el país.
The Mandalorian estaba disponible exclusivamente para transmisión en Disney+ en los Estados Unidos, pero el 26 de diciembre de 2019 estuvo disponible para transmisión en Disney Deluxe en Japón.
El 8 de abril de 2020, Kevin Mayer, presidente de streaming de Disney, anunció que el número de suscriptores de Disney+ había superado los 50 millones y, al mismo tiempo, afirmó que el servicio se lanzaría en Japón. Sin embargo, no se revelaron detalles específicos como la fecha de lanzamiento o el precio, y se informó que sería un servicio separado de Disney Deluxe.
El 28 de mayo de 2020, Walt Disney Japón anunció que comenzaría a ofrecer Disney+ en Japón a través de una asociación exclusiva con DoCoMo a partir del 11 de junio de 2020. Disney+ no era un servicio separado de Disney Deluxe, sino que se lanzó como una versión actualizada de Disney Deluxe. Los suscriptores existentes de Disney Deluxe pasaron automáticamente a Disney+ sin cargos adicionales ni cambios en sus contratos.